# Thornton le Moor, Lincolnshire
Thornton le Moor är en by i civil parish Owersby, i distriktet West Lindsey, i grevskapet Lincolnshire, i England. Byn är belägen 25 km från Lincoln. Thornton le Moor var en civil parish fram till 1936 när blev den en del av Owersby. Civil parish hade 70 invånare år 1931. Byn nämndes i Domedagsboken (Domesday Book) år 1086, och kallades då Torentone/Torentun(e).